# Roth an der Saale

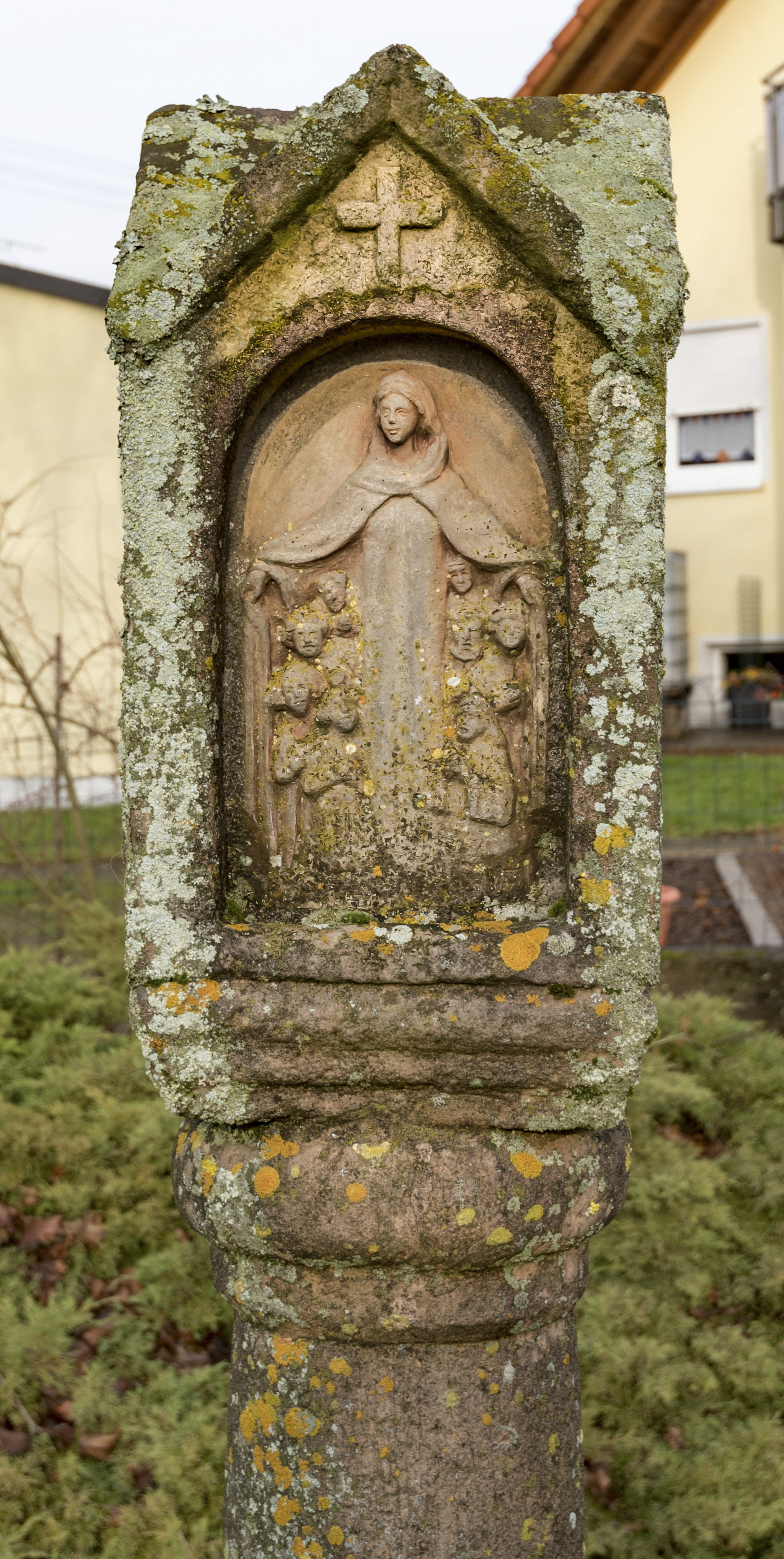
Bildstock in Roth a.d. Saale

Roth an der Saale (amtlich: Roth a.d.Saale) ist ein Gemeindeteil des Marktes Bad Bocklet im unterfränkischen Landkreis Bad Kissingen in Bayern.

## Geographische Lage
Das Dorf liegt am linken Ufer Fränkischen Saale, zwischen Bad Kissingen und Bad Neustadt an der Saale in Bayern. Es befindet sich nordöstlich von Bad Bocklet am Fuße des 406 m hohen Quästenbergs mit der Ruine Steineck. Der Ort ist südwestwärts über eine Stahlbetonbrücke mit Steinach und nordostwärts mit Nickersfelden verbunden.

## Geschichte
Roth wurde erstmals 1240 als „Rode“ urkundlich erwähnt. Die Besitzrechte lagen zunächst beim Würzburger Bischof, der den Ort 1474 an die Forstmeister von Rothenkolben verkaufte, die Landeshoheit aber beibehielt. 1611 wurde Roth von der Pest heimgesucht und durch den folgenden Dreißigjährigen Krieg nahezu entvölkert. Nach der Säkularisation gehörte das Dorf ab 1815 endgültig zum Königreich Bayern. 1814 wurde auch der Weinbau im Ort aufgegeben. 1838 wurde ein eiserner Steg über die Fränkische Saale nach Steinach errichtet. 1882 wurde im Ort die Freiwillige Feuerwehr Roth gegründet. Der Plan einer Saale-Eisenbahn von Bad Kissingen nach Bad Neustadt über Roth wurde nie verwirklicht, so dass Roth weiterhin überwiegend landwirtschaftlich geprägt blieb. Auch der Bau der Ruppelmühle am Ende des 19. Jahrhunderts diente neben der Stromerzeugung vor allem der Verarbeitung landwirtschaftlicher Erzeugnisse. Im Jahr 1910 lebten in Roth 175 Einwohner. 1920 erhielt der Ort elektrisches Licht. Die Saalebrücke wurde 1945 zerstört und erst 1966 wieder aufgebaut. Am 1. April 1971 wurde Roth in den Markt Steinach an der Saale eingemeindet. Diese wiederum kam im Zuge der Gemeindegebietsreform am 1. Mai 1978 zu Bad Bocklet. Die Infrastruktur des wachsenden Ortes wurde unterdessen weiter ausgebaut. 1972 wurden die Straßen ausgebessert und das Wohngebiet am Quästenberg erschlossen, 1974 ein Fernsehfüllsender installiert und 1977 die Straße nach Reichenbach neu gebaut.

## Sehenswürdigkeiten
Bekannt ist vor allem die Ruppelmühle, die in einem Backsteinbau aus dem Jahre 1900 untergebracht ist und die durch zwei Turbinen 90 kW Strom, hauptsächlich für den angeschlossenen Müllereibetrieb produziert, wo ca. 20 Tonnen Getreide pro Tag gemahlen werden.
Roth hat keine eigene Kirche; Pfarrgemeinde für den Ort ist Steinach. In der Ortsmitte befindet sich eine kleine Parkanlage. Am Ortsrand hat sich ein Bildstock aus dem Jahr 1661 erhalten.

## Wirtschaft
Die Wirtschaft des Ortes wird vor allem durch die Landwirtschaft und kleine Dienstleistungsbetriebe geprägt. Es besteht eine Busanbindung nach Bad Bocklet und Münnerstadt.